# Sindechites
Sindechites là chi thực vật có hoa trong họ Apocynaceae.